# 心淋し川
『心淋し川』（うらさびしがわ）は、西條奈加による連作短編小説。第164回直木賞受賞作。

## 収録作品
- 心淋し川
- 閨仏（ねやぼとけ）
- はじめましょ
- 冬虫夏草
- 明けぬ里
- 灰の男

## メディア
- 王様のブランチ　1月23日BOOKコーナにて紹介[2]